# Sarsilmaz SAR 9
Sarsilmaz SAR 9 — це 9-міліметровий напівавтоматичний пістолет із ударником, виготовлений турецькою компанією Sarsilmaz та імпортований/розповсюджений американською компанією Sar USA. Це пістолет з полімерною рамою, який, здається, взяв дизайнерські підказки від Heckler & Koch, а також, можливо, від Glock. Ручки / текстури практично ідентичні тим, які є на HK VP9 і HK P30. Крім того, затвор і його прямокутна форма дуже схожі на пістолети Glock, особливо якщо дивитися зверху. Насправді внутрішні елементи SAR 9 дуже схожі на пістолети Glock.

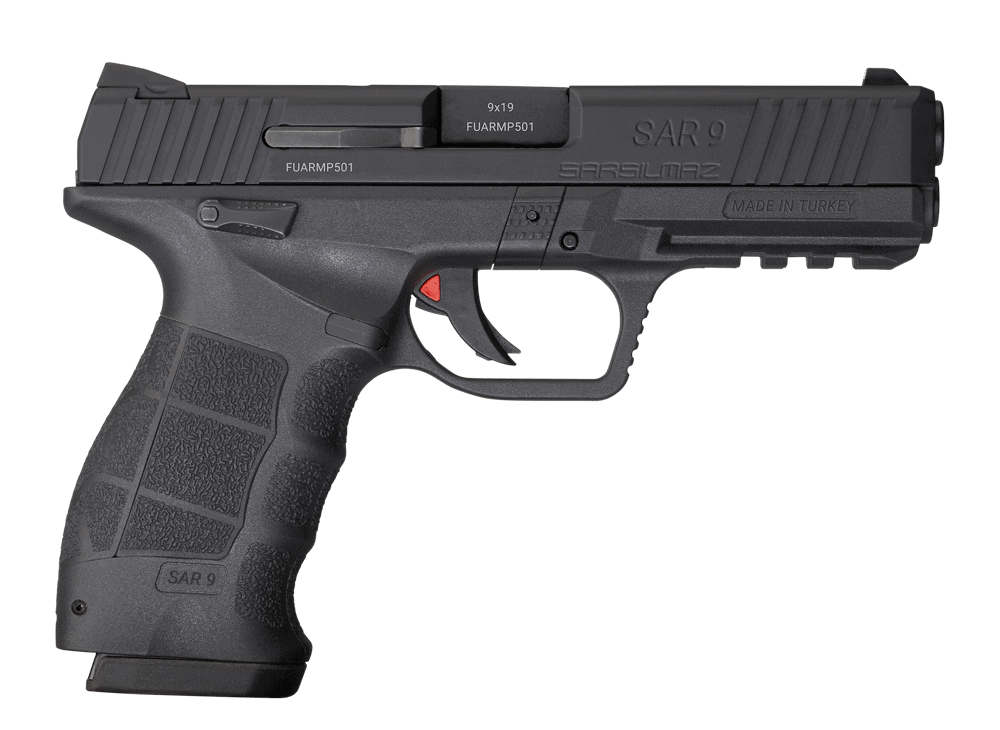
SAR 9

Sarsilmaz раніше імпортував ці пістолети в Америку через European American Armory (EAA). Однак наприкінці 2017 – початку 2018 року вони заснували власну американську дочірню компанію Sar USA, яка зараз є ексклюзивним імпортером і дистриб’ютором вогнепальної зброї Sarsilmaz у США.

## Опис
Одним із головних досягнень серії SAR 9 є перевищення продуктивності інших великих виробників. НАТО провело випробування бойовою стрільбою 90 000 пострілів і порівняло цей пістолет з великими виробниками зі Сполучених Штатів, Німеччини та Австрії. Очевидно, SAR 9 переміг.
Сарсілмаз провів тест на 150 000 патронів, а поліція також провела тест на тортури 50 000 патронів. Ми не зовсім впевнені, що це означає. Ми не знаємо, які частини потребують заміни до того часу, а які залишаться функціональними. Не кажучи вже про виживання в інших методах тестування, таких як випікання, заморожування, соляний туман, дощ, список можна продовжувати.

## Конструкція
Вага 9-мм пістолета SAR 9 складає 790 г, довжина ствола – 113 мм, загальна довжина пістолета – 193 мм, висота – 140 мм, ширина – 37 мм. SAR 9 має полімерну раму, ствол і затвор виконані з легованої артилерійської сталі 4140. Живиться від дворядних магазинів на 15 набоїв. 

## Моделі
- SAR 9: Стандартна модель. Зображення та характеристики вище.
- SAR 9X "Platinum": "Race Gun" лінійки. Має обробку Cerakote, зубці на ковзанні тощо
- SAR 9C: компактна модель. Коротший ствол, менша висота тощо.
- SAR 9T: Полегшена версія? Все те ж саме, але пістолет тонше і трохи легше.
- SAR 9 METE: спеціальна модель для ринку США
- SAR 9 SPORT: Довший ствол і, як наслідок, трохи важчий.